# Mugil capurrii
Mugil capurrii és un peix teleosti de la família dels mugílids i de l'ordre dels perciformes.

## Morfologia
Pot arribar als 45 cm de llargària total.

## Distribució geogràfica
Es troba a les costes centrals de l'Atlàntic oriental (des del Marroc fins a Guinea Bissau).